# Gerd Conrad Kettler zu Alt-Assen

Wapen Kettler / von Ketteler

Gerd Conrad Kettler zu Alt-Assen ook bekend als Gerd von Ketteler-Assen (ca. 1445 - ca. 1502) heer van Alt-Assen. 
Hij was een zoon van Rutger IV Ketteler van Assen (1407-) en Elisabeth van Gehmen-Pröbsting.
Kettler trouwde in 1477 met Leneke Korff (1438-). Zij was een dochter van Evert V Korff (ca. 1375 - ca. 1459) en Frederun Ketteler (ca. 1385-). Uit zijn huwelijk zijn de volgende kinderen geboren:
- Herman Kettler van Alt-Assen (1470-1512)
- Diederik Kettler van Alt-Assen
- Rutger V Kettler van Alt-Assen (1475-1520)